# 광자기 디스크

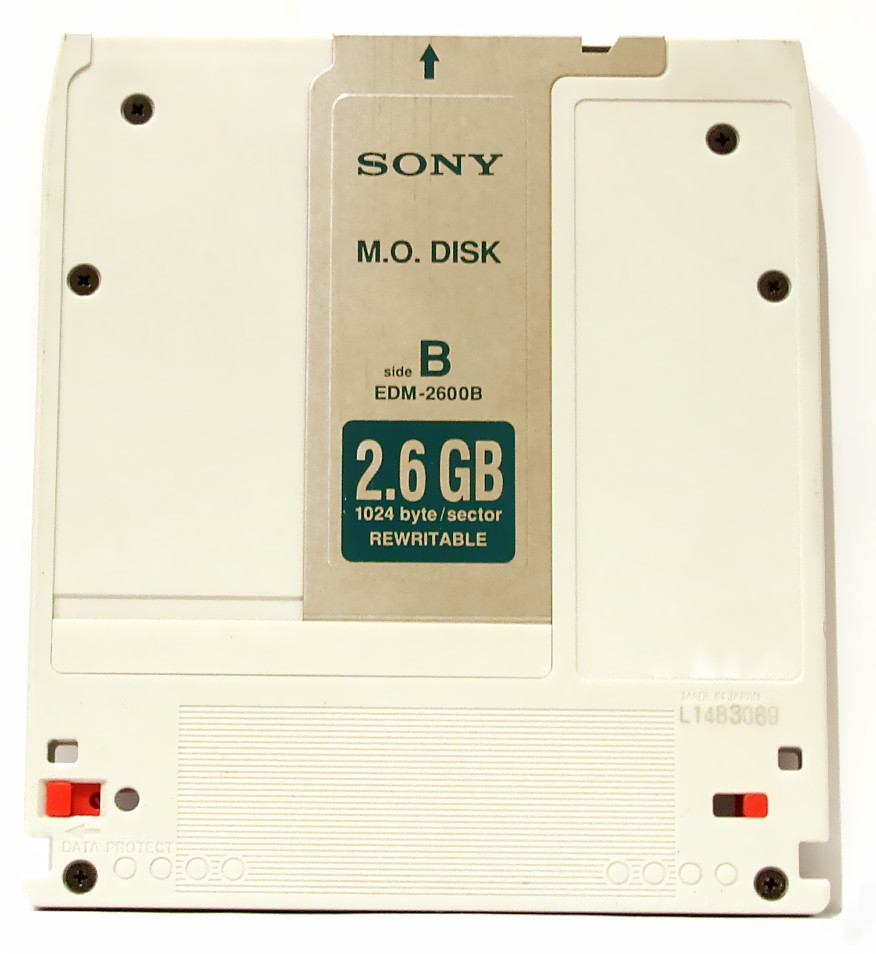
130mm 2.6GB

광자기 디스크(光磁氣-, magneto-optical disc, MO)는 광자기 방식으로 컴퓨터 데이터 기록을 위해 디스크에 기록하는 광 드라이브의 하나이다.

## 크기
5.25인치, 3.5인치가 있으며 5.25인치는 소니가, 3.5인치는 후지쯔, 올림푸스가 주로 개발을 하였다.

## 기록 방식
강한 레이저로 기록 디스크의 특정 점을 가열하면 자기 상태가 쉽게 변할 수 있게 된다. 그 상태에서 자력으로 상태를 기록한다. 기록면이 식으면 웬만한 자력으로는 기록 상태가 지워지지 않는다.

## 읽기 방식
약한 레이저로 기록 디스크를 맞추면 자기가 기록된 상태에 따라 레이저가 반사되는 편광이 다르게 일어난다. 그 반사된 빛을 판독하여 읽어낸다.

## 같이 보기
- 미니디스크